# Блу Ривер (Висконсин)
Блу Ривер (енгл. Blue River) град је у америчкој савезној држави Висконсин.

## Демографија
По попису из 2010. године број становника је 434, што је 5 (1,2%) становника више него 2000. године.
| Група             | 2000.       | 2010.       |
| Белци             | 427 (99,5%) | 416 (95,9%) |
| Афроамериканци    | 0 (0,0%)    | 3 (0,7%)    |
| Азијати           | 1 (0,2%)    | 3 (0,7%)    |
| Хиспаноамериканци | 1 (0,2%)    | 8 (1,8%)    |
| Укупно            | 429         | 434         |